# جيس وينفيلد
جيس وينفيلد (بالإنجليزية: Jess Winfield)‏ (8 مارس 1961)؛ كاتب سيناريو وروائي أمريكي.

## روابط خارجية
- جيس وينفيلد على موقع IMDb (الإنجليزية)
- جيس وينفيلد على موقع روتن توميتوز (الإنجليزية)
- جيس وينفيلد على موقع قاعدة بيانات الفيلم (الإنجليزية)